# Tyranide
 (juillet 2022).
Dans l’univers de fiction du jeu de figurines fantastiques Warhammer 40.000 créé par la société Games Workshop, les tyranides sont une race extraterrestre constituée de différents organismes biologiques, et ne développant pas de technologie à proprement parler. Les tyranides viennent d'une autre galaxie et leur but est de se nourrir de la biomasse des planètes qu'ils abordent. Leur nom vient de leur première victime : la planète Tyran.
Les tyranides peuvent contaminer certaines espèces telles que les gardes impériaux.

## Le grand Carnassier
Les Tyranides furent nommés ainsi car la base militaire de la planète Tyran fut la première attaquée par l'essaim. Les Tyranides voyagent à travers le vide intergalactique en vastes flottes-ruches. Elles sont formées de millions de vaisseaux vivants contrôlés par une seule conscience, l'Esprit de la Ruche, le « Grand Dévoreur de mondes ».
Les Tyranides évoquent immanquablement la vision d'une race prête à dévorer la galaxie, des nuées de monstruosités qui noient l'ennemi sous une masse de griffes et de crocs. Des créatures qui ne connaissent ni la peur ni la pitié et qui sont guidées par leur instinct et la conscience supérieure de l'Esprit de la Ruche. Bien peu d'humains réalisent le danger que font réellement peser les Tyranides sur la galaxie.
En effet, pour chaque flotte-ruche émergeant des confins du vide spatial, une douzaine d'autres attendent patiemment leur heure. Pour chaque Tyranide tué par les défenseurs de l'Humanité, des centaines d'autres sont engendrés dans les biovaisseaux des flottes-ruches. Même le terrifiant arsenal de l'Imperium ne saurait suffire à contenir indéfiniment leurs attaques, et ceux qui affrontent les Tyranides font en vérité face à bien pire que la mort, car une fois leurs tissus et leurs cellules absorbés par la flotte-ruche, ils constitueront de nouvelles créatures qui à leur tour se lanceront à l'assaut d'autres planètes, jusqu'à les dévorer toutes.
Chaque individu n'est qu'une cellule au sein de l'organisme titanesque qu'est la race tyranide elle-même, une conscience si vaste qu'elle s'étend sur des millions d'années-lumière et guide ses rejetons avec une détermination et une volonté implacables. Les défaites infligées aux Tyranides ne sont pour elle que des égratignures, et son évolution est si rapide que chaque nouvelle génération de créatures est plus mortelle que la précédente. Les flottes-ruches sont de nouveau prêtes à frapper, et l'Ombre dans le Warp s'étend inexorablement sur l'Humanité.

### Description et organisation
Les Tyranides sont des créatures ressemblant à une fusion entre des insectes et des crustacés. Ils ont 6 membres même si dans certains cas, des membres peuvent être atrophiés ou fusionnés.
Les créatures peuvent être divisées en trois groupes :
- les créatures synapses qui perçoivent l'Esprit de la Ruche où qu'elles soient et qui peuvent le relayer aux autres créatures permettant ainsi l'élaboration de stratégie, parfois complexe pour des créatures aussi bestiales ;
- les créatures semi-synaptiques qui perçoivent l'Esprit de la Ruche mais sans pouvoir le relayer ;
- les autres qui doivent être proche d'une créature synapse pour percevoir l'Esprit de la Ruche. Si elles sont trop éloignées, des instincts primaires prennent le dessus.

Les créatures sur le champ de bataille sont exclusivement conçues pour tuer, et chaque forme de vie différente remplit un rôle préétabli sur le champ de bataille; en effet, il existe autant d'espèces de petites formes de vie peu évoluées comme les voraces, les gaunts, les hormagaunts, les gargouilles, que de créatures monstrueuses comme les princes tyranides (sorte de commandant de la taille d'une petite maison) ou les carnifex, créatures capables de reduire un rang de chars en miettes, autant au niveau de la taille que par rapport aux griffes, aux carapaces et à toutes les caractéristiques biologiques uniques qu'ils présentent.
Le génome de ces espèces n'est pas figé. Chaque fois que c'est possible et utile, les reines nornes, incarnation de l'esprit de la ruche, créent de nouvelles créatures ou de nouvelles versions des créatures, à l'aide du matériel génétique des ennemis vaincus. Il arrive aussi que des espèces mises en sommeil dans les couveuses de la Ruche soient adaptées au nouvel ennemi et qu'ainsi, une espèce millénaire paraisse « nouvelle ».
Dans les immenses vaisseaux biologiques tyranides, il existe de multiples créatures chargées de diverses tâches, chacune parfaitement adaptée à son travail : du plus banal « soldat » (Hormagaunts) à la monstrueuse machine de guerre (Carnifex), en passant par « l'assassin » (Lictors) et le « commandant » (Prince tyranide). Si la plupart sommeillent patiemment en attendant que l'immense flotte-ruche entre en contact avec un monde-proie, des sortes de patrouilles parcourent constamment les couloirs des vaisseaux-ruches, et attaquent à vue les intrus tout en envoyant un signal aux autres Tyranides afin de bénéficier de renforts.

### Mode de vie
Les organismes Tyranides les plus évolués sont les Reines Nornes, occupant de vastes pièces de plusieurs centaines de mètres dans les vaisseaux-ruches, sortes de vaisseaux biologiques immenses, pouvant atteindre plusieurs dizaines de kilomètres de long. Ce sont en fait les "mères" (à défaut d'un terme plus approprié) de tous les Tyranides. Elles voyagent dans l'espace à la recherche d'un monde à dévorer. Lorsqu'elles passent à proximité d'une planète, elles envoient des sortes de drones biologiques qui analysent la planète.
Si la planète est habitée, la reine norne pond des organismes de reconnaissance, appelés "Lictors", qui vérifient la présence ou non d'une vie intelligente et capable de se défendre. Si la planète est défendue, la reine norne enfante alors de diverses variantes guerrières du génome tyranide. Lorsque les défenses de la planète sont annihilées, la flotte ruche lance alors de petits organismes ressemblants à des vers, d'environ un mètre de long, appelés "voraces". Ils sont chargés d'absorber toute la biomasse du monde colonisé. C'est alors que poussent des "tours capillaires", qui sont des appendices reliant la reine norne à la planète assimilée. Les voraces et les organismes guerriers se jettent alors dans les flaques de matière organique présentes au pied des tours capillaires, retournant ainsi à la matière première dont ils sont issus. Ces nutriments permettront à la Reine Norne de se nourrir, afin de continuer son absorption de toute vie. Presque tous les organismes guerriers ne vivent que pour une bataille, après laquelle ils se jettent dans les fosses de digestion et retournent à l'état de bouillie organique.

## Flottes Ruches

### Flotte ruche Behemoth
La flotte ruche Behemoth fut la première à réellement entrer en contact avec l'Imperium de l'humanité en 745M41 (mais d'autres flottes mineures ont été rencontrées bien avant celle-ci). Elle réduisit à néant la planète de Tyran (ce qui vaudra à cette race le nom de « Tyranide »), et ce fut l'Inquisiteur Kryptman de l'Ordo Xenos qui prévint les autorités impériales de la menace. On ne put empêcher la ruche de détruire Prandium, le monde jardin, joyau d'Ultramar, lors de son avance inexorable.
Marneus Calgar rassembla toutes ses forces sur Macragge en vue d'un affrontement final. Les Ultramarines se défendirent bravement et purent détruire la première vague de tyranides mais seule l'arrivée de la flotte du Segmentum Tempestus permit la victoire finale face à la Flotte Behemoth. Cependant, cette victoire exigea un lourd tribut parmi les rangs impériaux : la 1re compagnie des Ultramarines fut presque entièrement détruite, ainsi qu'une bonne partie des 3e et 4e compagnies, lors de la défense de la forteresse polaire nord, et la flotte impériale de l'amiral Rath fut en grande partie perdue. L'amiral lui-même succomba à bord de son navire, le Dominus Astra, lors des combats.

### Flotte ruche Kraken
Après la défaite de la flotte ruche Behemoth, on a cru les tyranides détruits. Cependant, ils furent à nouveau détectés dans la Bordure Orientale en 992.M41. L'arrivée de la flotte ruche fut précédée par de nombreuses insurrections genestealers qui attirèrent la flotte ruche elle-même.
Kraken utilisa une tactique différente à celle employée par Behemoth ; cette technique, consistant à attaquer sur un large front, sans objectif apparent et souvent contre toute attente certaines cibles, conduisit à une stratégie impériale qui préconisait la défense de planètes stratégiques et à un délaissement des autres, ce qui conduisit a une forte pertes de planètes. Cette stratégie amena à la célèbre bataille d'Ichar IV, un monde ruche très important avec ses 500 milliards d'habitants, en 993M41.
À nouveau ce sont les Ultramarines menés par Marneus Calgar qui s'occupèrent de la défense et au terme d'une sanglante bataille, en grande partie sur la surface même de la planète, l'assaut tyranide fut vaincu. Cependant la planète entière a été transformé en charnier et les pertes civiles furent immenses. Grâce à cette victoire le front put être stabilisé même si les restes de Kraken qui ont survécu se sont enfuis vers l'intérieur de la galaxie au-delà des défenses prévues et constituent ce que l'on appelle les flottes éparses: ce sont des petites flottes indépendantes moins dangereuses que Behemoth ou Kraken mais largement capables de s'attaquer à des mondes agricoles ou des planètes isolées. Ces flottes sont surtout dangereuses par le fait qu'elles ont un champ d'action illimité à l'intérieur même de l'Imperium.
Un autre facteur de la défaite de Kraken est la bataille d'Iyanden, un vaisseau monde eldar qui fut assailli par une vrille de Kraken. Les eldars sortirent victorieux de l'affrontement mais le vaisseau-monde sortit durement affaibli par l'épreuve. On peut noter l'apparition du légendaire moissonneur d'âme Maugan Ra du vaisseau monde perdu d'Altansar lors de cette bataille au côté des eldars d'Iyanden.

### Flotte Ruche Leviathan
La troisième flotte ruche en approche vers l'Imperium. Elle a adopté une tactique très différente encore. Elle a formé deux « bras » dont l'un est passé en dessous du plan galactique et l'autre au-dessus si bien que les tyranides se sont frayé un chemin sanglant jusque Terra, berceau de l'humanité.
Les Space Marines ont dû inoculer un agent pathogène à la reine au cœur de la flotte ruche pour provoquer une réaction au sein des tyranides qui ont commencé à s'entretuer mais malheureusement trop tard pour éviter des nombreuses pertes du côté de l'Imperium.

## Étapes d'une invasion
Les Tyranides se caractérisent par rapport aux autres races de l'univers de Warhammer 40000 par leur mode de vie à l'image de celui des insectes sociaux (fourmis, abeilles, termites) et par leur mode de "reproduction" ainsi qu'un appétit insatiable.
Les diverses étapes d'une invasion tyranide sont les suivantes :

### Infestationgenestealers
Il arrive qu'une invasion tyranide débute par l'arrivée d'un genestealer débarquant sur la planète d'une manière ou d'une autre. Il va donner le "baiser du genestealer" à un habitant de la planète (il lui implante un "œuf" qui va modifier son patrimoine génétique). L'hôte n'aura aucun souvenir de sa rencontre avec le genestealer et cherchera à fonder une famille. L'hôte et sa famille se trouvent sous le contrôle psychique du genestealer. Un culte sera fondé, prônant l'amour et l'importance de la famille. Le culte évolue peu à peu et se développe jusqu'à être rejoint par les dirigeants de la planète, le genestealer souche devenant le patriarche genestealer. Les défenses de la planète sont quasiment anéanties de cette manière. Le patriarche envoie un signal psychique indiquant à la flotte ruche que la planète peut être infestée.

### Premiers contacts avec le monde
La flore s'étend de façon surabondante et des xénomorphes infiltrés de type Genestealers et Lictors repèrent les formes de vie sur la planète et se reproduisent en conséquence. Lorsque le signal psychique émis par ces créatures est assez puissant, la ruche, après avoir capté ce signal, prévoit et commence l'invasion.

### Invasion
La flotte ruche se place en orbite autour de la planète et lâche des spores mycétiques dans l'atmosphère ainsi et des créatures chargées d'annihiler toute défense. Les Gaunts et les autres créatures attaquent alors comme une vague inépuisable, noyant les défenseurs sous leur masse, commandés par les créatures synapses de manière à répondre efficacement aux défenses de la planète.

### Transformation
Les dernières poches de résistance sont matées alors que des spores sont lâchées afin de modifier l'atmosphère de la planète. La flore pousse alors à vue d'œil tandis que des petits organismes nommés voraces dévorent tout ce qui leur tombe sous les mandibules.

### Assimilation
Lorsque les voraces ont fini de dévorer tout ce que l'on peut trouver à la surface de la planète, ceux-ci sont alors assimilés en une mélasse qui constituera une "banque de données génétique" qui permettra de créer de nouveaux organismes. Une fois la planète vidée de toute vie, les océans ainsi que l'atmosphère sont aspirés par la flotte-ruche. Puis celle-ci repart, à la recherche d'une nouvelle planète abritant la vie et ne laissant derrière elle que des rochers stériles.

### L'Ombre dans leWarp
Peu avant l'arrivée des tyranides sur une planète, elle est isolée dans le Warp, les astropathes ne peuvent plus envoyer des signaux vers et à partir de cette planète et les voyages sont rendus très aléatoires aux abords de cette planète. La nature de cette perturbation reste très mystérieuse mais il semble que ce soit l'organisme Primogenitor (Reine Norne) qui, de par sa puissance mentale isole tout un secteur autour de la zone attaquée.
Avec la quatrième édition du codex tyranide, ces derniers, en particulier les zoanthropes, disposent d'un pouvoir nommé « l'ombre du Warp ».